# Smith & Wesson Model 1 1/2
Smith & Wesson Model 1+1⁄2 — второй револьвер компании Smith & Wesson калибра .32, созданный как компактная альтернатива Model 1 калибра .22, но с увеличенной мощностью «поясного» Model 2, выпущенного в 1861 году. Револьвер под патрон .32 кольцевого воспламенения, с 5-зарядным барабаном. Выпускался в трёх модификациях с 1865 по 1892 год, общее производство — более 223 000 экземпляров.

## Модификации
Модель 1+1⁄2 выпускалась в трёх основных вариантах. Первые два (известны как первая и вторая модификации) были револьверами типа «tip-up» — со стволом, откидывающимся вверх, фиксатор ствола располагался сбоку, перед спусковой скобой. Третья модификация (известная как «Model 1+1⁄2 Single Action Revolver») имела конструкцию «top-break» — переломный ствол, фиксатор которого располагался сверху, перед курком.

### Первая модификация (1st Issue)
Первая модификация отличалась гладким (без дол) барабаном и квадратной формой основания рукояти. Выпускалась в воронёном и никелированном вариантах. Большинство револьверов имели ствол длиной 3+1⁄2 дюйма, но существовал редкий вариант со стволом 4 дюйма.
Серийные номера: от 1 до примерно 26 300.

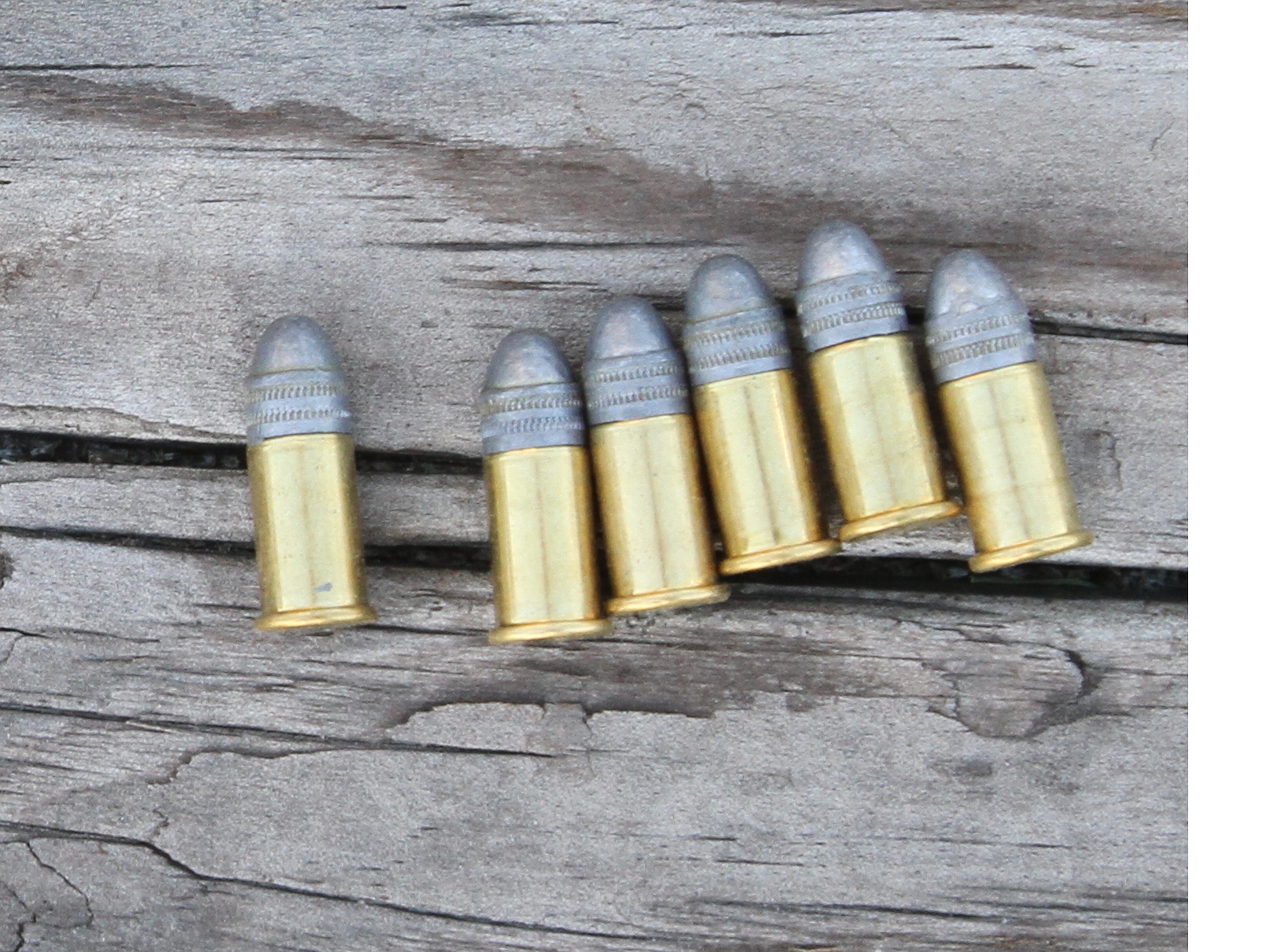
.32 Smith & Wesson Rimfire — патроны для Model 1 1/2 и Model 2, произведённые в Бразилии в середине XX века по заказу Navy Arms Company.

### Вторая модификация (2nd Issue)
Вторая модификация отличалась наличием дол на барабане и закруглённой формой основания рукояти. Также производилась в воронёной и никелированной отделке, стандартной длиной ствола оставались 3+1⁄2 дюйма. Предположительно, менее 1000 экземпляров имели укороченный ствол 2+1⁄2 дюйма. Такие редкие образцы можно узнать по маркировке на боковой части ствола (у обычных — на верхней грани).
Серийные номера: от примерно 26 300 до 127 000.
Также существует «переходная модель» второй модификации, использовавшая гладкие барабаны от первой модификации. Серийные номера: примерно от 27 200 до 28 800.

### Single Action Revolver
Третья модификация известна как «Model 1+1⁄2 Single Action Revolver». Это револьвер переломной конструкции («top-break»), подобный Safety Hammerless или S&W .38 Single Action. Легко отличим по отсутствию экстрактора под стволом, наличию массивного шарнира перед стволом и автоматическому экстрактору для выброса стреляных гильз. Рукоять с закруглённым основанием, как у второй модификации.
Именно для этого револьвера был впервые создан патрон .32 S&W центрального воспламенения.
Серийные номера: от 1 до примерно 97 500.

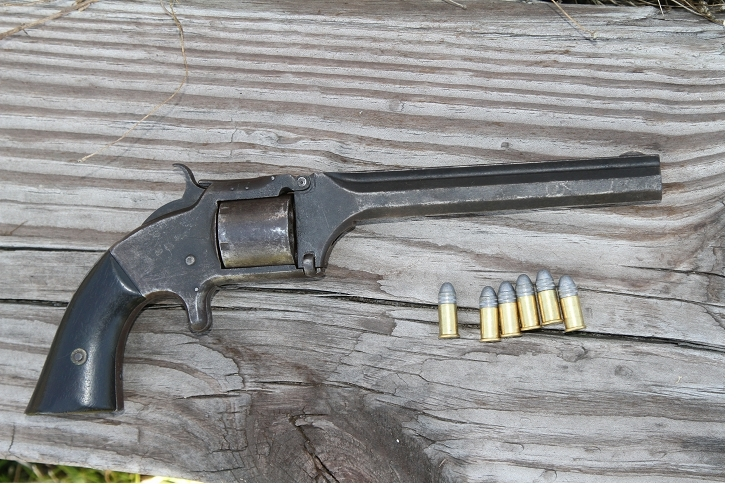
Револьвер Smith & Wesson Model No. 2 калибра .32 Rimfire, произведённый в 1865 году. Принадлежал Дж. Э. Генри Кампстону, 1830—1916, Техас, США.